# آرکادی بابچنکو
آرکادی بابچنکو (روسی: Аркадий Аркадьевич Бабченко؛ ۱۸ مارس ۱۹۷۷ –) روزنامه‌نگار، نویسنده، خبرنگار جنگ، ناشر و حقوقدان اهل کشور روسیه است. وی در سن ۱۸ سالگی و هنگامی که در مسکو حقوق می‌خواند به سربازی رفت و در جنگ چچن شرکت کرد. این خبرنگار و مجری پس از انتقاد از رفتار روسیه در سوریه و شرق اوکراین، مورد غضب مسکو قرار گرفت و به اوکراین نقل مکان کرد.

## آثار
- جنگ یک سرباز (کتاب خاطراتش دربارهٔ جنگ چچن)

## طرح ترور و شایعهٔ درگذشت
بابچنکو در سال‌های اخیر از کرملین انتقاد می‌کرد، از جمله اقدامات روسیه در سوریه و شرق اوکراین را محکوم کرده بود. او بعد از انتشار نوشته‌هایی دربارهٔ سقوط یک هواپیمای نظامی روسیه در سال ۲۰۱۶ تهدید به مرگ شد و روسیه را ترک کرد و به اوکراین رفت. در سال ۲۰۱۸ دولت روسیه دستور ترور و قتل ۳۰ نفر از جمله بابچنکو را صادر کرده بود. اما اوکراین به این طرح پی برده بود. مقامات امنیتی اوکراین برای دستگیری کسانی که در این ترور مشارکت داشتند، شایعه ای را پخش کرد با این مضمون که وی در خانه اش در شهر کی‌یف پایتخت اوکراین هدف شلیک گلوله قرار گرفته و به هنگام انتقال به بیمارستان و در داخل آمبولانس درگذشته است. پس از دستگیری فردی که مظنون طراحی قتل مذکور بود، بابچنکو در یک کنفرانس مطبوعاتی و سپس در یک برنامهٔ زندهٔ تلویزیونی حاضر شد.